# Церква Благовіщення Пречистої Діви Марії (Стрий)
Церква Благовіщення Пречистої Діви Марії (церква Благовіщення на Ланах) — діючий храм Української Греко-Католицької Церкви у м. Стрий Львівської області.

## Історія

### Стрийські церкви і монастирі
У місті Стрию чотири парафіяльні церкви та один монастирський храм. Серед них: церква Різдва Пречистої Діви Марії, яка розташовувалась за брамою міста зі сторони річки Стрий; церква Успіння Пречистої Діви Марії, споруджена у місті під валом; храм Різдва Пречистої Діви Марії, зведений на Ланах у передмісті; що побудований за Львівською брамою; та монастирський храм Воздвиження Чесного і животворного Хреста Господнього. Отже, три з п'яти Стрийських церков були найменовані в честь Пресвятої Богородиці, що свідчить про велику набожність тогочасних міщан до Матері Божої.
З переліку сакральних споруд, не беручи до уваги римо-католицький костел і синагогу, в межах самого міста знаходилась лише одна парафія — Успіння Пресвятої Богородиці. Згідно з планом міста, датованим 1788 роком, три церкви територіально знаходились у самому передмісті. Кожна парафія нараховувала по 300 вірних і мала парафіяльну резиденцію, город і цвинтар. Перелічені церкви були дерев'яними і, як подають історичні дані, «такі убогі, як і вірні цих церков».
Цікавим виявилось і саме розташування церков у Стрию. Первинно стародавній храм Успіння Пресвятої Богородиці розміщувався біля теперішньої СШ № 2. Про нього згадується у 1688 році. Монастирський храм Воздвиження Чесного і Животворного Хреста Господнього стояв над самою річкою. На розі перетин вулиць Зелена і Б.Хмельницького, що навпроти сучасного продуктового ринку був з 1681 року храм св. Духа. З протилежного боку міста за львівською брамою був храм Різдва Пречистої Діви Марії. З точність можна сказати, що він розташовувався на теперішній проїжджій частині вул. Б. Хмельницького. Білий кам'яний хрест, який знаходиться між символічною могилою Січовим Стрільцям і тротуаром (за церковною огорожею) встановлений на місці розташування знищеного церковного святилища.
Лихоліття XVI—XVIII століть залишило свій руйнівний відбиток на сакральних спорудах Стрия. 1656 року велика повінь знищила монастирський храм Воздвиження. З монастиря не залишилося жодної пам'ятки, за винятком Євангелія, яке зберігалося у церкві с. Заплатин (Стрийського району). У цьому Євангелії залишився такий запис: «В ім'я Отця і Сина і со поспішенієм святого Духа купили сіє Євангеліє благочестиві мужіє на ім’я Васько Головка з женою своєю Анною за отпущеніє гріхов своїх і пердали є до рук чесного Отца Самуіла на той час ігумена будучого во храмі чесного і животворящого Креста служащих у престола того повинні за них Господа Бога благати за тілесноє здравіє і душевноє спаленіє…».
8 вересня 1692 року чотири стрийські парафіяльні храми перейшли у власність греко-католиків. Сучасники згадують, що нез'єдинених «священиків руських, котрі приступили до Служби Божої, роздягнули із священичих риз і вигнали».
У 1764 році востаннє згадуються дві парафіяльні церкви Різдва Пречистої Діви Марії (за брамою міста зі сторони річки Стрий), та церкви святого Духа. По-суті вони перестали існувати. Причину їх зникнення встановити не вдалось. При кожній з перелічених церков були свої кладовища. Вони увійшли у житлову зону міста і були знищені. Дещо пізніше, а саме у 1790 році розібрали міську церкву Успіння Пресвятої Богородиці і почали переобладнувати мурований колишній костел францисканців під парафіяльний храм. Монахи францисканці оселилися в Стрию з 1653 році та згодом у 1785 році їх монастир був ліквідований. Руйнувань зазнала також церква Різдва Пречистої Діви Марії на «Ланах», на місці якої історично повстала і до тепер існує парафія Благовіщення Пречистої Діви Марії.
Сучасна церква Благовіщення Пречистої Діви Марії практично стоїть на місці колишнього храму Різдва Пречистої Діви Марії. Кам'яний білий хрест, який знаходиться на церковному подвір'ї та про який сказано вище, встановлений на місці колишнього престолу старої зруйнованої церкви. Рільничий елемент Стрия в більшості зосередився на території передмістя, яке так і назвали «Лани». З розвитком інфраструктури поселення з'явилася перша дерев'яна церква Різдва Пречистої Діви Марії. Рік її будови встановити неможливо. Існують лише історичні відомості про те, що у 1523 році під час нападу турків і татар цей древній храм, як і ціле місто були спалені. Руйнування були настільки серйозні, що місто звільнили від податків . Міщани «Ланів» взялися до відбудови сакральної споруди.
Бачачи старання людей, знатна родина Виговських, яка мала свій панський осідок в с. Руда (тепер Жидачівського району Львівської області), найбільше спричинилася до будівництва церкви. Виговські мали у Стрию свій двір, знаний у народі як «Виговщина». З цим і пов'язане їх заангажування в процес будови. Нову дерев'яну церкву найменували в честь Різдва Пречистої Діви Марії. Однак у народі цю церкву називали «Виговською». Незважаючи на те, що церква пережила чергові пожежі міста у 1592 та 1607 рр., її спалили у 1667 році татари під час чергового набігу на Стрийщину. На місці спаленого храму міщани вирішили знову будувати нову церкву. Брак коштів їм цього не дозволив.

### Давній дерев'яний Благовіщенський храм
В той час у с. Заплатин, що кілька кілометрів за містом, з метою уніфікації монахів ліквідували небагаточисельний чоловічий монастир. Стрияни, користуючись цією нагодою, розібрали монастирський храм Благовіщення Пречистої Діви Марії і перевезли його до Стрия на «Лани». Так постав дерев'яний храм Благовіщення Пречистої Діви Марії, який проіснував з певними ремонтами до 1891 року. У 1846 році церкву перекрили ґонтом. Стрийські міщани забрали водночас у Заплатині і чудотворну ікону Матері Божої, яку примістили на боковому престолі церкви. Про неї неодноразово згадував у своїх письмових спогадах багатолітній парох Благовіщенської церкви (1939—1964) о. Михайло Хавлюк. Станом на 1964 рік ця ікона ще була в церкві.
Про чудотворність ікони Матері Божої у Благовіщенській церкві свідчить і той факт, що з 1848 року зберігся опис офір і вот для ікони. У ньому зазначені такі офіри та воти: Марія Чомкова — 4 шнурки коралів вагою 16 фунтів; Пелагія Чомкова — два шнурки коралів вагою 6 фунтів; Олекса Маслянка — два шнурки коралів вагою 4 фунтів; Наталія Чабанова — два шнурки коралів вагою 1/2 фунта; Олена Галицька — два шнурки коралів вагою 2 фунти; незнана — 4 шнурки коралів вагою 3 фунти. 
У 1776 році для потреб церкви закупили перший дзвін вагою 100 кг. Другий дзвін придбали у 1792, третій — у 1825 році. У 1857 році за 114 флоринів зроблено бічний престол з образом святого Миколая Мирлікійського, Чудотворця.

### Нова мурована церква Благовіщення Пресвятої Богородиці

#### Будівництво нової церкви
Через те, що стан дерев'яних конструкцій колишнього монастирського храму вимагав постійного догляду і заміни, міщани вирішили будувати муровану церкву. Таке рішення у 1869 році було озвучене о. Іваном Білявським. Великими прихильниками будівництва стали дяк Михайло Бандера і провізор церковного братства Михайло Білецький, батько отця митрата Білецького, якого ще в народі називали «попович». Цього ж року закупили камінь для фундаментів церкви і звезли його на місце будови. Проект церкви замовили в архітектора Постенського, а саму будову сакральної споруди поручили вести Пшибиловському. 
Зведення фундаменту церкви почали навесні 1870 року, але роботи були призупинені через смерть о. Івана Білявського. Новий адміністратор парафії о. Тома Березовський своєю постаттю вніс динаміку у життя громади. Це була високоосвічена особа з професорським стажем у гімназії. Він одразу оселився на вул. Млинарській у міщанина Трибуха. Оглянувши проектні документи церкви, новий душпастир звернув увагу парафіян на малу місткість планованого храму. Згідно з проектом, престол церкви мав стояти там, де зараз стоїть тетрапод. Тому отець наполягав на внесенні коректив у проект задля добудови святилища. 
Все це, безумовно, вплинуло на терміни будівництва. Щойно 1871 року остаточно залито й освячено церковний фундамент. На ці урочистості з церковної скарбниці видано 34 флорини. Фундамент церкви таким чином впритул наблизився до стін старого дерев'яного храму. 
На цьому ініціативи молодого священика закінчились. На його місце призначили о. Іларіона Поповича, який оселився у власному будинку на «Ланах». Наступні 1872—1873 рр. стали для парафіян часом закупівлі будівельного матеріалу і поступового зведення стін. На жаль, не вдалося віднайти повної інформації про матеріальні затрати вірних при закупівлі будівельного матеріалу для зведення стін. Відомо лише, що у 1872 році забракло готівки для закупівлі будматеріалів. 
Починаючи з 1874 року, вже є точні дані про закупівлю цегли вартістю 200 флоринів. У 1876 році на будівництво храму закупили і привезли вапно, за яке заплатили 375 флоринів. 
За браком коштів будівництво просувалося повільно. За зібрані пожертви відразу купували цеглу. У 1879 році придбано 75 000 штук цегли (за 975 флоринів), у 1880 р. — 15 000 шт., у 1881 р. — 69 000 шт. 
Станом на 1881 рік вимурували куполи. Такий зовнішній вигляд церкви приваблював подорожніх. Між жертводавцями у книзі парафіяльних пожертв за 3 липня 1882 року є такий запис: «Його Апостольське Величество Імператор Франц Йосиф І жертвував на будову церкви 200 флоринів». Вже наступного 1883 року на центральному каркасі купола встановили хрест. Через рік каркаси куполів обшили бляхою, а у 1885 році Микола Савицький потинькував фасад сакральної споруди за 1223 флорини. Захристії церкви добудовували протягом 1886 року. Для цього закупили цегли за 366 флоринів. Плани міщан стрийських Ланів перервала пожежа 17 квітня 1886 року,  коли вигоріло практично ціле місто (разом із костелом і синагогою вогонь знищив 970 будинків).

#### Посвячення храму
Посвячення новозбудованої церкви запланували провести 8 листопада 1887 року. Перед тим встановили металеві віконні рами та ринви.
Посвячувати храм приїхав митрополит Сильвестр Сембратович. Під час чину освячення церкви він вложив у стіну пам'ятну фундаційну грамоту такого змісту: «Цей храм Благовіщення Пресвятої Богородиці посвятив Високопреосвященний Митрополит Кир Сильвестр Сембратович в день празника святого Архістратига Михаїла, дня 8 Новембрія року Божого тисячу осемсотного осемдесятого седмого. Сильвестр митрополит».
Цікавою є також згадка про мощі святих, які митрополит в антимінсі залишив на престолі. Вдалось нарахувати аж 11 мощей святих, залишених у церкві: святого Константія, святої Константини, святого Климентія, святої Климентії, святої Колюмбини, святої Конкордії, святого Дезидерія, святої Дизедерії, святого Діодома, святої Діодори, святого Доната. Також окремо згадали про ініціаторів будівництва та ревних і відданих парафіян, які своєю наполегливою працею допомагали спорудити церкву. Серед них виокремили дяка Івана Добровлянського, провізора Михайла Білецького, Пилипа та Михайла Бандер.

#### Облаштування Благовіщенської церкви
В роки після посвячення храму облаштовували його інтер'єр. У 1889 році коштом міщанина Браєрського (пожертвував 195 флоринів) з'явився новий головний престол. Актуальним залишалося питання придбання нового іконостасу.
Станом на 1891 рік розібрано стару дерев'яну церкву. Іконостас з цієї церкви не підходив до новозбудованого храму. Громада вирішила його продати для подальшого використання а отримані кошти вкласти у новий. Так старий іконостас стрийської «ланської» церкви продали за 195 флоринів. Його купила громада с. Плав'є і перевезла до себе в село.
Іконостас до нової церкви виготовив різьбяр Шіяк. Зберігся список основних жертводавців нового іконостасу: Михайло Білецький (100 флоринів), Болеста Василь (100 флоринів), Степан Диба (50 флоринів). Слід окремо підкреслити жертовність провізора Михайла Білецького, який, крім цього, зафундував до церкви два бічні престоли — один з образом святого Архістратига а другий — з образом святого Василія Великого. Переставився цей жертводавець до Господа у 1895 році. Парафіяльні священики згадували про нього як про чесного працівника, який мав великий авторитет у парафіян.
У 1896 році позолотили новий парафіяльний іконостас. Довголітній парох Благовіщенської церкви о. Павлюк занотував, що образи для нового іконостасу замовляли у Мюнхені. Для підлоги замовили чеську плитку, яку перевезли і встановили у 1906 році. По суті, облаштування інтер'єру сакральної споруди було закінчене. Почався динамічний духовний розвиток громади. У 1908 році Благовіщенську церкву канонічно про візитував митрополит Андрей Шептицький і з цієї нагоди відслужив Божественну Літургію та виголосив проповідь. Цього ж року у братському домі біля церкви замешкали сестри служебниці Непорочної Діви Марії. У великій кімнаті вищезгаданого дому вони заснували захоронку, в яку міщани радо приводили своїх дітей. Неабиякою була жертовність вірних того часу. Парафіяни Ірина Болеста, Анна Болеста, Василь Болеста, Симеон Маслянка та Іван Добровлянський записали на церкву свої поля, а Пилип Бандера і Катерина Цибух — цінні папери. Місцевий парох натомість взяв на себе довічне зобов'язання, що з моменту смерті кожного з перелічених жертводавців в Благовіщенському храмі буде служитися Божественна Літургія з парастасом.

### Між двома світовими війнами
З початком Першої світової війни динаміка розвитку громади зменшилась. На це були об'єктивні причини. Почалась мобілізація парафіян а в самому місті епідемія холери. Крім цього повністю згорів парафіяльний будинок. До цього ж у 1916 році австрійська влада зняла з дзвіниці три парафіяльні дзвони, закуплені відповідно у 1776, 1786 і 1825 роках. Це не останнє пограбування церковного майна у історії Стрийського Благовіщенського храму. 11 грудня 1930 року церкву обікрали: винесли дві чаші і дарохранильницю. Однак повоєнне лихоліття не зупиняло бажання парафіян далі розбудовувати свою святиню. 21 листопада 1933 року закінчено добудову захристії. Зазначеного дня приміщення посвятили. Відкритим залишалося питання електрифікації церкви. За цю справу взялися щойно у 1935 році. Електрифікація Благовіщенської церкви коштувала громаді 4000 золотих. Цього ж року до церкви зробили дерев'яні лавки, заплативши за матеріал 250 золотих. 14 січня 1936 року парафіяни за 2 700 золотих спромоглись купити 400 кілограмовий дзвін, який при посвячення назвали «Андрей», а 15 березня за 250 золотих закупили два дельматики. Наступні два роки парафіяльний уряд закупляв фелони. 14 лютого 1937 року придбано вишитий фелон, а через рік — червоний, чорний, оксамитовий і зелений. За останні заплатили 385 золотих. Слід також зазначити, що у 1938 році за 2000 золотих придбано бічний кедровий різьблений престол Матері Божої, зроблений різьбярем Андрієм Коверком. За дубові сходи на хори парафіяни у 1939 році заплатили 460 золотих.